# Giovanni Antonio Galli

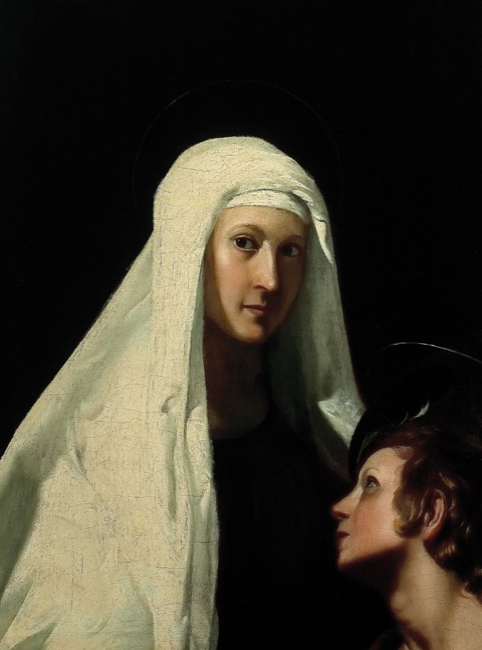
Hl. Franziska von Rom mit einem Engel

Giovanni Antonio Galli, Gianantonio Galli, genannt Lo Spadarino, (* vor 16. Januar 1585 (Taufdatum) in Rom; † 1652) war ein italienischer Maler des Frühbarock. Seine Bilder waren hauptsächlich religiösen Themen gewidmet und wurden früher oft irrtümlicherweise Caravaggio zugeschrieben. Er wurde auch mit seinem Bruder Giacomo Galli, einem Maler, Kupferstecher und Rahmenmacher verwechselt.

## Leben und Werk
Aus einer Florentiner Familie stammend, wurde er in Rom geboren und ist dort seit dem Jahr 1597 nachgewiesen. 1603 war er im Palazzo San Marco tätig. 1615 erschuf er Fresken im Quirinalspalast. Beim Kardinal Dolfin blieb er bis zum Jahr 1620 in Dienst.
Im Jahr 1638 erstellte er die Fresken im Palazzo Madama. Ihm wurden u. a. folgende Bilder zugeschrieben: „Das Martyrium der Heiligen Markus“ und „Valerie“ in der römischen Kirche Santa Caterina della Rota sowie der „Heiligen Anna“ und der „Gottesmutter“ in der römischen Galerie Spada. Sein bekanntestes Werk ist das Bild des Schutzengels in der Kirche S. Ruffo in Rieti.